# Brusque
Brusque é um município brasileiro do estado de Santa Catarina, Região Sul do país. Localiza-se no Vale do Itajaí e possui uma área de 284,675 km². Sua população no Censo de 2024 era de 151.939 habitantes, sendo a 11ª maior do estado.
Fundada por colonos alemães em 1860, sob o comando do Barão de Schneeburg, Brusque tornou-se uma das pioneiras na indústria catarinense, em especial no ramo têxtil.

## Etimologia
Seu nome é homenagem ao presidente da província, Francisco Carlos de Araújo Brusque, o nome, no entanto, foi oficializado apenas em 1890.

## História

### Ocupação ameríndia
Antes da colonização de origem europeia, os Xokleng ocupavam um território "em movimento" na região, pois mantinham uma disputa secular com os Guaranis e os Kaingangs para controlar o território da região onde a cidade se situa.

### Colonização de origem europeia
A história da colonização de origem europeia da atual região de Brusque tem início nas terras localizadas à margem direita do rio Itajaí-Mirim. Neste local destinado à sede da Colônia Itajahy (Brusque), já havia a presença de imigrantes que exploravam a extração de madeira, como Pedro Werner, Franz Sallentiem e Paulo Kellner. No entanto, Vicente Ferreira de Mello, conhecido como Vicente Só, foi um dos primeiros a adentrar a mata e estabelecer moradia no alto de um morro, morro no qual hoje se vê a igreja católica localizada no bairro Centro I.
Mas a imigração de origem europeia começa de fato com a chegada do nobre austríaco Barão von Schneeburg, que liderava 54 imigrantes alemães. As famílias eram oriundas da Prússia,  à exceção de uma família do Grão-Ducado de Hesse-Darmstadt. Em 19 de agosto chegou uma nova leva de imigrantes, do Grão-ducado de Baden, no sul da Alemanha. O núcleo foi batizado de "Colônia Itajahy". Nos anos seguintes, novos grupos de pessoas oriundas das mais diversas regiões do que mais tarde foi denominado Alemanha chegaram ao município. Em 17 de janeiro de 1890, a cidade foi batizada de Brusque, em homenagem a Francisco Carlos de Araújo Brusque, presidente da província de Santa Catarina na época da fundação da colônia, gaúcho nascido em Porto Alegre em 24 de maio de 1822. O município foi instituído em 23 de março de 1881, ainda com o nome de São Luís Gonzaga, recebendo o nome atual em 1890.
Portanto, as comemorações do centenário (4 de agosto de 1960) e sesquicentenário (4 de agosto de 2010) se referem à chegada dos colonos alemães e não à criação do município de Brusque.
Herdou as características alemãs de seus colonizadores: na arquitetura, na comida, nas festas populares etc. Entretanto, outros povos legaram contribuições étnicas às levas de germânicos. Em 10 de março de 1867, chegaram os primeiros colonos de língua inglesa, especialmente os irlandeses e os britânicos. A colônia recebeu mais de 1 500 colonos vindos da Europa e dos Estados Unidos: estes últimos, fugindo da Guerra de Secessão. Depois, em 1875, chegaram os primeiros imigrantes italianos e, mais tarde, os poloneses. Alguns polacos trouxeram, consigo, técnicas de tecelagem, e fábricas foram fundadas na cidade.

#### Polônia
A geógrafa e pesquisadora Maria do Carmo Ramos Krieger Goulart informa que desembarcaram, na Villa do Itajahy, 16 famílias da Silésia, região que se encontrava sob o domínio prussiano. Seu destino eram as terras da Colônia Príncipe Dom Pedro, nos idos de 1869. Registra a autora que foi nesse ano que ocorria o primeiro nascimento de imigrantes poloneses: tratava-se de Izabella Kokot, nascida em 12 de novembro de 1869, em Brusque.
No entanto, para confirmar a presença polonesa nas terras de Príncipe Dom Pedro e, posteriormente, de Porto Franco (Botuverá), é preferível citar o livro "Dívidas Coloniais", que contém a relação nominal dos poloneses estabelecidos na região, como também a contabilidade de suas dívidas. A relação inicia-se em outubro de 1890 e continua até fevereiro de 1893.

#### Itália
O ano de 1875 marca o fluxo de uma grande corrente imigratória: era a colonização italiana. Informa-nos a autora Roselys Isabel Correia dos Santos no livro "A colonização italiana no Vale do Itajaí-Mirim": 

Na direção do atual município de Botuverá, antigo Porto Franco, no médio vale, em terrenos que constituíram a antiga Colônia Príncipe Dom Pedro, os mesmos em que foi canalizada a maioria dos imigrantes italianos.
No entanto, os terrenos eram pouco aproveitáveis para a agricultura, destacando-se a exploração da madeira.
As localidades ou linhas de colonização onde inicialmente estabeleceram-se os colonos italianos foram Azambuja, Poço Fundo e Águas Claras. Também foram ocupadas as margens do Ribeirão Alferes, no Vale do Rio Tijucas, onde foi criado o núcleo Nova Trento. Mais tarde, ocuparam as terras da extinta Colônia Príncipe Dom Pedro, nas localidades compreendidas entre Cedrinho e o distrito Porto Franco, atual Botuverá.

### Industrialização
Brusque é conhecida como "Berço da Fiação Catarinense" e "Cidade dos Tecidos", pois foi na cidade que se iniciou um dos maiores polos têxteis de Santa Catarina e do Brasil. João Bauer, em 1890, desenvolveu a primeira tentativa de produção de tecidos no município, contando com ajuda dos imigrantes poloneses, conhecidos como "tecelões de Lodz". A segunda tentativa que logrou êxito aconteceu com o apoio de Carlos Renaux, comerciante que instalou teares de madeira rústicos, construídos pelos próprios poloneses, dentro do depósito de sua casa de comércio em 1892, fundando a Fábrica de Tecidos Carlos Renaux S.A., um dos ícones da indústria no sul do Brasil. Em 1898, surgiu a Buettner e, em 1911, a Schlösser. Essas indústrias dominaram a principal atividade econômica da cidade durante a maior parte do século XX, até no final dos anos 1980. Ainda hoje, é um dos setores mais fortes da economia local, agregando nomes importantes na área de malhas e serviços têxteis.

Brusque em meados do século XX

Foi em Brusque que se originaram as primeiras geladeiras da marca Consul, em 1945, com o incentivo do cônsul Carlos Renaux, que fomentou uma pequena oficina para protótipos e testes, propiciando a criação de uma das maiores indústrias de refrigeração do Brasil. Poucos anos depois, em 1950, a fábrica Consul se estabeleceu definitivamente em Joinville, no norte catarinense.
A indústria metalmecânica também prosperou na cidade. A primeira indústria metalúrgica de Brusque foi a Fundição Hércules S.A. As principais indústrias desse segmento se concentram na área automotiva, de grande projeção nos mercados interno e de exportação, como a ZM S.A., Zen S.A., 3RHO e a Remy. No setor de máquinas, equipamentos eletromecânicos e serviços metalúrgicos, outros nomes se destacam como a Irmãos Fischer, Siemsem, Kimak, Metalúrgica Brusque, Embreex, Fundição Hércules, Metalúrgica BOMASI, Atenas Metalúrgica, entre outras.
A área de confecções, que surgiu durante os anos 1980, estabeleceu, na cidade, centenas de pequenas e médias empresas. Destaca-se a Colcci, marca originalmente criada em Brusque e de grande projeção nacional. Segundo o IBGE, Brusque está entre as dez maiores economias de Santa Catarina e na posição 184 entre os municípios brasileiros.

## Geografia

### Bairros
Brusque é dividido em bairros, tendo 33 reconhecidos, embora apenas 4 com leis de criação específica, sendo eles:
| - São Luiz - Santa Terezinha | - Santa Rita - Guarani |

Demais localidades não regulamentadas por lei:
| - Águas Claras - Azambuja - Bateas - Cedrinho - Cedro Alto - Cedro Grande - Centro I - Centro II - Cerâmica Reis - Cristalina - Dom Joaquim | - Maluche - Limeira - Limeira Baixa - Limoeiro - Nova Brasília - Nova Itália - Poço Fundo - Ponta Russa - Paquetá - Primeiro de Maio | - Ribeirão do Mafra - Rio Branco - Santa Luzia - São Pedro - Souza Cruz - Steffen - Tomaz Coelho - Zantão |

Zona Leste:
Com intuito de fomentar o desenvolvimento local e a efetiva participação popular na busca por melhorias nos bairros, núcleos e associações de moradores criaram a Zona Leste da Cidade, a qual compreende os seguintes bairros:
- Águas Claras
- Azambuja
- Cedrinho
- Paquetá
- Primeiro de Maio
- Poço Fundo
- Ponta Russa
- Santa Luzia
- Zantão

### Clima
O clima de Brusque, segundo Köppen, classifica-se como mesotérmico úmido, sem estação seca, com verões quentes, apresentando uma temperatura média anual de 20 °C. A temperatura mínima média é de 15 °C e a máxima de 27 °C, sendo comum ocorrência de temperaturas negativas em bairros mais altos e afastados do centro. Em 23 de julho de 2013, Brusque foi uma das várias cidades a registrar ocorrência de chuva congelada e neve no Vale do Itajaí, sendo a cidade mais ao norte do Hemisfério Sul, a receber neve no centro da cidade (em cidades sem influência da altitude), o que ocorreu durante pouco minutos, de madrugada. A umidade relativa do ar é relativamente elevada. Quanto à pluviosidade, a quantidade de chuvas gira em torno de 1 700 milímetros anuais, sendo mais frequentes nos meses de primavera e verão.
| Dados climatológicos para Brusque (1976-2005)                | Dados climatológicos para Brusque (1976-2005) | Dados climatológicos para Brusque (1976-2005) | Dados climatológicos para Brusque (1976-2005) | Dados climatológicos para Brusque (1976-2005) | Dados climatológicos para Brusque (1976-2005) | Dados climatológicos para Brusque (1976-2005) | Dados climatológicos para Brusque (1976-2005) | Dados climatológicos para Brusque (1976-2005) | Dados climatológicos para Brusque (1976-2005) | Dados climatológicos para Brusque (1976-2005) | Dados climatológicos para Brusque (1976-2005) | Dados climatológicos para Brusque (1976-2005) | Dados climatológicos para Brusque (1976-2005) |
| Mês                                                          | Jan                                           | Fev                                           | Mar                                           | Abr                                           | Mai                                           | Jun                                           | Jul                                           | Ago                                           | Set                                           | Out                                           | Nov                                           | Dez                                           | Ano                                           |
| ------------------------------------------------------------ | --------------------------------------------- | --------------------------------------------- | --------------------------------------------- | --------------------------------------------- | --------------------------------------------- | --------------------------------------------- | --------------------------------------------- | --------------------------------------------- | --------------------------------------------- | --------------------------------------------- | --------------------------------------------- | --------------------------------------------- | --------------------------------------------- |
| Temperatura máxima média (°C)                                | 31                                            | 31,1                                          | 30                                            | 27,6                                          | 24,7                                          | 22,6                                          | 22,4                                          | 23,1                                          | 23,7                                          | 25,8                                          | 27,8                                          | 29,8                                          | 26,6                                          |
| Temperatura média compensada (°C)                            | 24,4                                          | 24,1                                          | 23,2                                          | 20,5                                          | 17,8                                          | 15,7                                          | 15                                            | 16                                            | 17,6                                          | 19,3                                          | 21,2                                          | 23                                            | 19,8                                          |
| Temperatura mínima média (°C)                                | 19,6                                          | 19,7                                          | 18,8                                          | 16,3                                          | 13,2                                          | 11,7                                          | 10,7                                          | 12                                            | 13,8                                          | 15,3                                          | 16,8                                          | 18,4                                          | 15,5                                          |
| Precipitação (mm)                                            | 225,4                                         | 194,6                                         | 156,9                                         | 88                                            | 91,3                                          | 97,6                                          | 117,1                                         | 95,9                                          | 126,8                                         | 166,8                                         | 161,3                                         | 188,8                                         | 1 710,6                                       |
| Fonte: Empresa Brasileira de Pesquisa Agropecuária (EMBRAPA) |                                               |                                               |                                               |                                               |                                               |                                               |                                               |                                               |                                               |                                               |                                               |                                               |                                               |

## Demografia
Brusque tem uma população de 141.385 habitantes, segundo o Censo do IBGE 2022, tendo crescido 34,01% desde o último censo, em 2010, onde foram registrados 105 503 habitantes. Possui um dos maiores crescimentos do estado de Santa Catarina, acumulando 326,6% de crescimento desde 1980. A média de crescimento anual de Brusque é de 3,87%, enquanto a da região do Vale do Itajaí é 2,71%, e o do estado de Santa Catarina 1,66%.

## Infraestrutura
Transporte coletivo municipal
Possui sistema integrado de transporte municipal, com 1 terminal (Centro), operado pelas empresas Santa Luzia Transporte e Turismo e Santa Teresinha Transporte e Turismo.
No ano de 2010 foi iniciado um processo de mudanças no sistema de transportes da cidade, sendo o processo licitatório questionado judicialmente. Na ocasião, foi instalado um novo sistema de transporte coletivo, chamado "Nosso Brusque", alterando o sistema de ônibus com o uso de cartões substituindo os vales-transporte de papel. O novo sistema conta também com a ampliação do número de linhas da rede de ônibus e maior número de horários, totalizando 48 linhas transportando em média 240 mil passageiros mensalmente.
Transporte coletivo intermunicipal
O Terminal Rodoviário de Brusque funciona na Rua Manfredo Hoffmann, Centro II.
As empresas que operam atualmente são: Auto Viação Catarinense Ltda., Reunidas S.A. Transportes Coletivos, Empresa de Ônibus Nossa Senhora da Penha e Santa Teresinha Transporte e Turismo.

## Educação
A educação básica em Brusque é oferecida pelas redes estadual, municipal e privada. Já o ensino médio é oferecido pela rede municipal de Educação apenas na Escola João Hassmann, sendo que o restante é dividido entre as escolas estaduais e privadas.
Já no ensino superior, a primeira instituição a oferecer esta modalidade de ensino foi Centro Universitário de Brusque - UNIFEBE.  A instituição, que é pública e de direito privado e de carácter comunitário, foi a responsável pelo pontapé inicial para o avanço do Ensino Superior na cidade. Os mais de 3 mil alunos da instituição estão dividos entre os 19 cursos oferecidos por ela, além dos cursos de extensão e de pós-graduação.
Seguindo uma tendência nacional, a partir dos anos 2000, Brusque passou a contar com outras instituições de ensino superior, como a Faculdade São Luiz, Uniasselvi e o Instituto Federal Catarinense, entre outras.

## Cultura
Em 1985, em um movimento de busca às raízes alemãs, a cidade criou a Festa Nacional do Marreco – Fenarreco – que acontece em outubro, juntamente com a Oktoberfest de Blumenau. A festa tem como prato principal o marreco e o repolho roxo, mas o chope, as danças típicas germânicas, são complementos fundamentais nesse enredo. Também devido à herança cultural alemã e italiana, a cidade se destaca por suas padarias e docerias, com seus bolos, cucas (streuselkuchen), tortas, pães e geleias.
Por esses e muitos outros motivos, a cidade chama a atenção cada vez mais, atraindo pessoas de todo o país e exterior. Entre os turistas estrangeiros, os argentinos (pela proximidade) e os alemães (pela cultura que a cidade apresenta) são constantemente encontrados em Brusque.

## Museus
Atualmente a cidade de Brusque possui 3 museus abertos. O Museu Casa de Brusque ou Museu Histórico e Geográfico do Vale do Itajaí Mirim de Brusque,  Instituto Antônio Krueger, Memorial dos Jogos Abertos de Santa Catarina e o  Museu Arquidiocesano Dom Joaquim.
Além disso estão em implantação o Museu de Artes de Brusque, que foi criado por lei  e a transformação do Parque das Esculturas Ilse Teske em museu a céu aberto , nos moldes de Inhotim.  No enciclopédia Brusque, plataforma aberta com base no wikipédia é possivel procurar mais informações:

## Esporte
Brusque é uma cidade pioneira no meio esportivo catarinense. O primeiro Clube de Caça e Tiro, ou Schützenverein, de Santa Catarina e mais antigo do gênero na América Latina - Clube Caça e Tiro Araújo Brusque - foi fundado em 14 de julho de 1866.
Em 1900, fundou-se a Sociedade Esportiva Bandeirante, clube que sempre esteve na vanguarda esportiva da cidade, com times de Voleibol, Basquete, atletas de Tênis e outros esportes. Foi palco da primeira edição dos Jogos Abertos de Santa Catarina.
Em 1913, fundou-se o primeiro clube de futebol de Santa Catarina, o Sport Club Brusquense, que, depois, mudou de nome para Clube Atlético Carlos Renaux, bicampeão catarinense (1950 e 1953).
Em 1918, fundou-se o Clube Esportivo Paysandú, campeão da segunda divisão catarinense de 1986.
Em 1984, ocorreu uma grande enchente na cidade, destruindo parte do patrimônio dos dois times. O Paysandú, menos atingido, conseguiu continuar por mais dois anos de atividades. Em 1987, ocorreu a "fusão" do futebol dos dois times (os patrimônios não foram envolvidos), criando, assim, o Brusque Futebol Clube, campeão catarinense de 1992, tricampeão da Copa Santa Catarina ("Copinha") e Campeão Brasileiro da Série D em 2019. Em 1997, os dois times originais entraram com pedido de dissolução da fusão, o que levou a uma batalha judicial impetrada pelo Brusque FC, mas que foi vencida em todas as instâncias pelo Renaux e Paysandu, que, a partir de 2003, puderam iniciar suas reestruturações. Atualmente, o Brusque FC paga aluguel para jogar no Estádio Augusto Bauer, de propriedade do C.A. Carlos Renaux, já que não possui estádio próprio.
Em 1960, realizou-se a primeira edição dos Jogos Abertos de Santa Catarina, idealizados pelo brusquense Arthur Schlösser.
Brusque possui também um time de Futebol Americano, o Brusque Admirals, que, desde 2010, participa da Liga Brasileira de Futebol Americano.
O time de rúgbi da cidade vem se destacando a cada ano, tanto no masculino quanto no feminino. Criado em 2010, disputa campeonatos como a Taça Norte de Rugby, Campeonato Catarinense XV e a modalidade 7's.
Em 2013, foi comemorado o Centenário do Clube Atlético Carlos Renaux, com uma grande festa e uma partida de futebol que trouxe para Brusque, pela primeira vez uma Seleção Brasileira de Futebol (Sub-21).

## Turismo

### Turismo de compras
Brusque destaca-se como grande potencial ao turismo de compras. Durante a década de 1980, o município e em especial a região do Vale de Azambuja ficaram conhecidos como a Capital da pronta-entrega. Após a estabilização da inflação na década de 1990, foram criados grandes centros comerciais às margens da Rodovia Antônio Heil, tomando rapidamente o foco do turismo de compras da região de Azambuja. Hoje, a cidade possui centros comerciais de grande porte, reunindo mais de 200 lojas entre atacadistas e varejistas. Na Rodovia Ivo Silveira, que liga o município a Gaspar e Blumenau, também encontram-se shoppings atacadistas de grande porte.

### Turismo Religioso
O Santuário de Azambuja é procurado por milhares de devotos todos os anos. A devoção é originária de Caravaggio, no norte da Itália, trazida para Brusque pelos imigrantes italianos em 1875 que ali se firmaram. À sombra do Santuário, encontra-se o Hospital Arquidiocesano, Gruta de Nossa Senhora de Azambuja, Morro do Rosário e Seminário Menor e Filosófico Arquidiocese de Florianópolis, e o Museu Arquidiocesano Dom Joaquim, formando um complexo de construções históricas.
O Museu Arquidiocesano Dom Joaquim, ou Museu de Azambuja, conta com um acervo de mais de cinco mil peças, agrupadas em coleções de Arte Sacra, geologia, botânica, zoologia, numismática (moedas e medalhas), etnologia, armaria, pinacoteca e usos e costumes do imigrante. São peças que vieram de todas as regiões de Santa Catarina e do mundo, tornando-o o mais importante do Sul do país.

### Atrações municipais

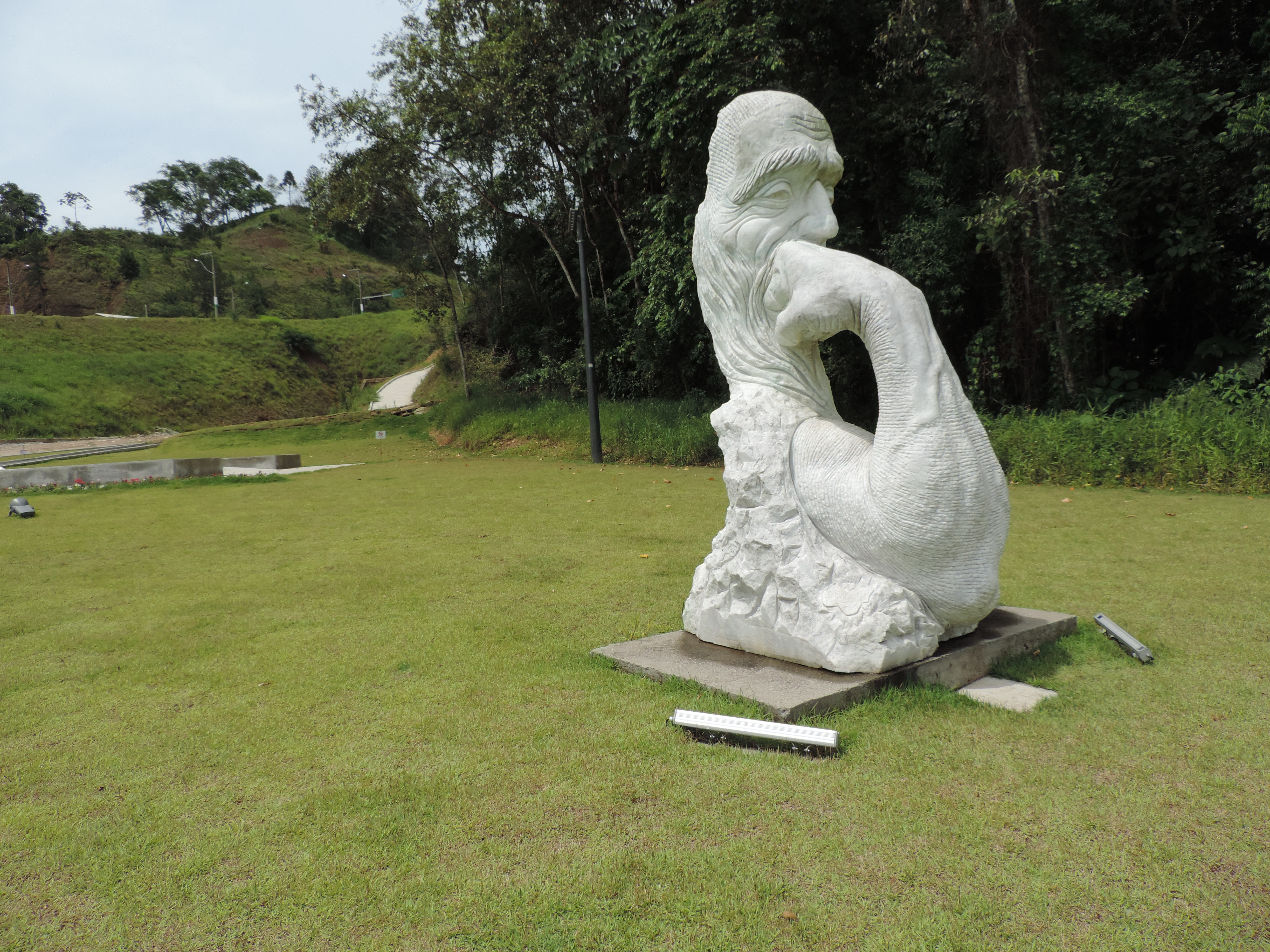
"Parque das Esculturas"

No turismo ecológico, destaca-se o Parque Zoobotânico, com um complexo de 120.000 m², onde vivem cerca de 100 animais de 70 espécies diferentes, mantidos o mais próximo possível do seu habitat natural. Ligando o parque Zoobotânico ao parque Leopoldo Moritz, há um teleférico. Inaugurado em 1992, possui cerca de 700 metros de extensão e vaga para 45 pessoas, permitindo a visão de boa parte da cidade e da Mata Atlântica. O equipamento foi desativado em 2008 para manutenção que só foi concluída em 2012 depois de sucessivos atrasos. Em 2014 o teleférico foi reativado, funcionando apenas até 2016 quando foi interditado por falta de segurança novamente. Atualmente a prefeitura estuda a possibilidade de desativação e remoção definitiva da atração.
Junto ao Parque Leopoldo Moritz encontra-se um Avião North American T6-D da Segunda Guerra Mundial, que encanta os visitantes. Para quem gosta de flores, vale visitar o Orquidário e Bromeliário, onde existem mais de 300 espécies de orquídeas e bromélias, regionais e híbridas, obtidas através de sementes de matrizes importadas.

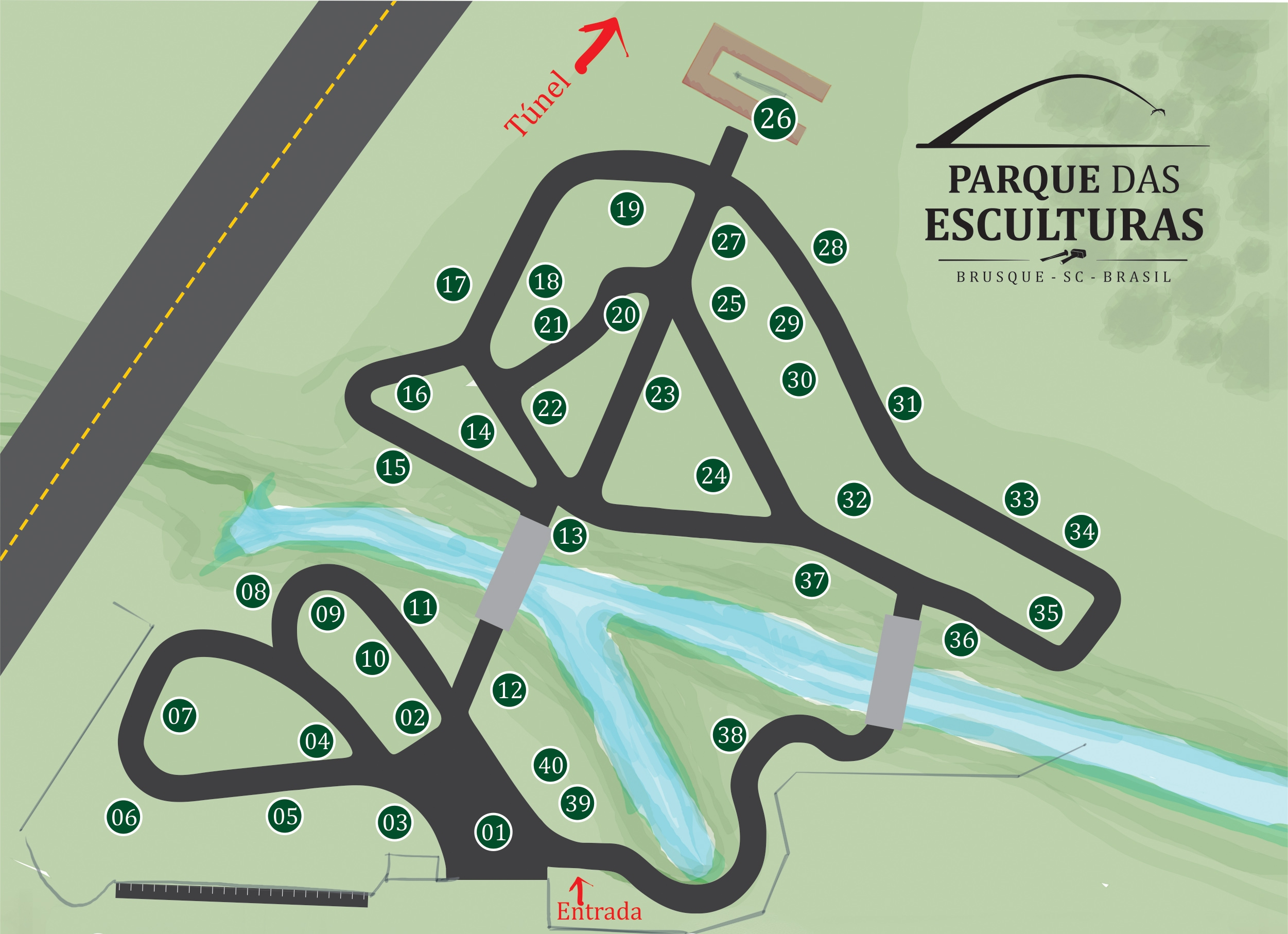
posição das obra s

Aberto em 2014, o Parque das Esculturas também tornou-se local de turismo, um museu a céu aberto  tendo mais de 40 obras em céu aberto feitas em mármore por artistas de diversos países, incluindo uma obra do brasileiro Oscar Niemeyer. e Tomie Othake As esculturas são frutos do Simpósio Internacional de Esculturas de Brusque, ocorrido entre 2001 e 2007. Também é possível encontrar outras esculturas em mármore distribuídas pela cidade, especialmente em praças e áreas verdes.

Outro atrativo educativo é o Observatório Astronômico Tadeu Cristovam Mikowski, na Avenida das Comunidades, também no centro. Sua maior atração é o grande telescópio Cassegraniano de 300 milímetros de lente, equipado com telescópio solar, telescópio fotográfico Newtoniano e câmara CCD. Considerado um dos melhores do Brasil, o equipamento é capaz de proporcionar um aumento de até 2,3 mil vezes e tem contribuído para importantes pesquisas.

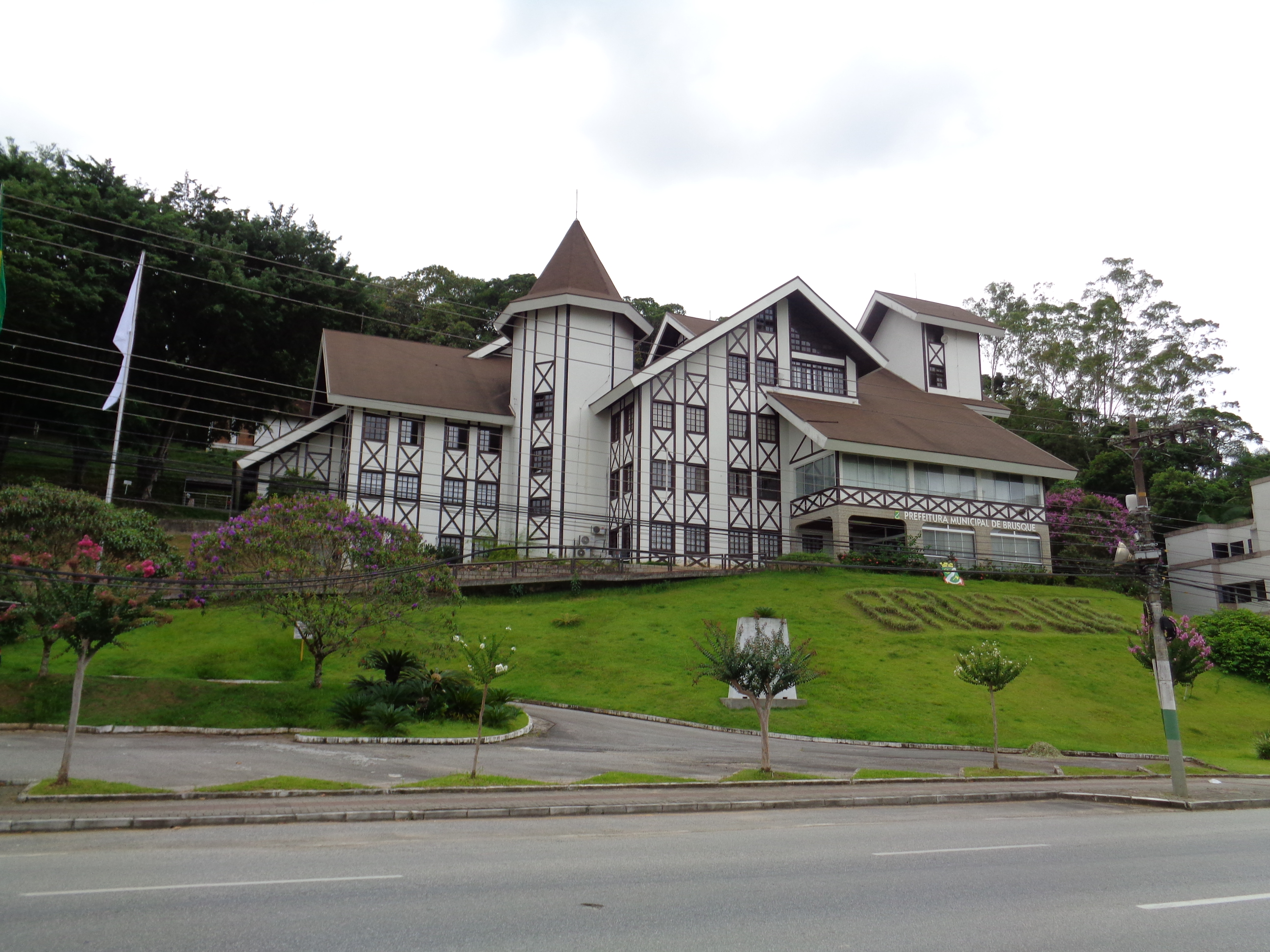
Fachada da prefeitura municipal

O Paço Municipal, formado pela Prefeitura, Fórum e Câmara de Vereadores, a Ponte Estaiada Irineu Bornhausen, a Arena Multiuso Antônio Neco Heil, casa do Brusque/Br Telecom que competia na Liga Nacional de Vôlei Feminino, o Terminal Urbano Balthazar Bohn, a Igreja Matriz São Luiz Gonzaga, a Colina Evangélica, a Casa de Brusque, o Parque das Esculturas e a Praça Barão Von Schneeburg são outros pontos visitados por turistas, entre tantos.
O patrimônio histórico e arquitetônico da cidade, com vários casarões e edificações de várias épocas, ainda deslumbram os visitantes. Podemos citar o casarão Maluche, a Villa Quisisana, alguns casarões remanescentes na rua Hercílio Luz, a casa de antigo comércio em Dom Joaquim, além diversas outras espalhadas pela área central e alguns bairros da cidade.

## Relações internacionais
A cidade-irmã da cidade de Brusque está regulamentada através da lei nº 3 385/2011.
- Distrito de Karlsruhe, na Alemanha